# French Montana
Karim Kharbouch (Rabat, Maroko, 9. studenog 1984.), bolje poznat po svom umjetničkom imenu French Montana, marokansko-američki je reper i tekstopisac iz New York Cityja, New Yorka. Svoju glazbenu karijeru započeo je 2007. godine objavljivanjem prvog miksanog albuma French Revolution Vol. 1. Tijekom sljedećih pet godina objavio je još mnogo miksanih albuma, potpisao ugovore s nekoliko diskografskih kuća, te osnovao vlastitu diskografsku kuću Cocaine City Records. Krajem 2012. godine će objaviti svoj prvi studijski album Excuse My French.

## Diskografija
- 2012.: Excuse My French".
- 2015.: "Mac & Cheese: The Album".
- 2017.: "Jungle rules".

## Vanjske poveznice
- Službena stranica